# آرت فيرهوتين
آرت فيرهوتين (بالهولندية: Aart Vierhouten)‏ مواليد 19 مارس 1970 في إيرميلو، هولندا، هو دراج هولندي سابق في صنف سباق الدراجات على الطريق وعلى المضمار.

## سجل النتائج

### سباقات أو مراحل فاز بها
- بطولة العالم لسباق الدراجات على الطريق